# Wet dualisering gemeentelijke medebewindsbevoegdheden
De Wet dualisering gemeentelijke medebewindsbevoegdheden is een Nederlandse wet uit 2005.
De wet brengt de bevoegdheidsverdeling tussen gemeenteraad en college van B&W in 71 bijzondere wetten in overeenstemming met de Wet dualisering gemeentebestuur uit 2002. Met die wet werd het monistisch karakter van de gemeentewet verder aangepast tot een meer dualistisch karakter. Dit houdt in dat, naar analogie van ministerraad en parlement in het landsbestuur, college van B & W en gemeenteraad meer onafhankelijk van elkaar functioneren, waarbij de gemeenteraad het college controleert

## Uitvoering door de gemeente
Hoewel gemeentelijke besluiten door de wet nu meer genomen worden door het college van B&W is de impact op de totale gemeentelijke uitvoering van taken gering. De bijzondere wetten betreffen vooral bevoegdheden die zelden worden toegepast. Daar waar ze wel veel werden toegepast waren de bevoegdheden veelal via delegatie overgedragen aan het college van B&W.

## Financiën
KostenDe wet brengt de bestuurlijke kosten omlaag omdat er minder vaak voorstellen naar de gemeenteraad moeten. Het nemen van een raadsbesluit op voorstel van B&W is duurder en duurt langer dan een besluit door het college  van B&W. Toch leidde de invoering eerst bij gemeenten tot kosten. De toenmalige 431 gemeenteraden in Nederland moesten door de wet de besluiten tot delegatie van bevoegdheden aan het college van B&W aanpassen.
MiddelenDe minister van Binnenlandse zaken heeft in de toelichting op de wet aangegeven dat met de uitvoering van de wet geen extra middelen gemoeid zijn (bron Ministerie van Binnenlandse zaken).